# 米国政府用語一覧
米国政府用語一覧（べいこくせいふようごいちらん）はアメリカ合衆国の三権の各機関や役職の一覧である。それぞれにまず日本語訳をあげ、原語での表記を添えた。

## 大統領
- 大統領　President of the United States (POTUS)
日常の呼称としては Mr. President も使われる。
  - 副大統領　Vice President of the United States (VPOTUS)
  - ファーストレディ　First Lady of the United States (FLOTUS)
アメリカ大統領夫人の正式呼称。なお「ブッシュ大統領夫妻」は President Bush and Mrs. Bush または President George Bush and First Lady Laura Bush とする (Mr. and Mrs. Bush とはしない)。
  - 一般教書　State of the Union Message
    - 一般教書演説　State of the Union Address 
上下両院合同本会議で行う。日本の施政方針演説に相当。

  - 予算教書　The Budget Message of the President 
連邦予算の叩き台となる予算原案。行政管理予算局が担当。
  - 経済教書　Economic Report of the President 
日本の経済演説に近い。大統領経済諮問委員会が担当。
  - 大統領令　Executive Order (EO)

## 大統領府
- 大統領府　Executive Office of the President 
ホワイトハウス　The White House と呼ぶことが多い。
  - ウエストウイング　West Wing
    - 大統領執務室　Oval Office
    - 閣議室　Cabinet Room
    - 定例記者会見室　Press Briefing Room
    - 状況分析室　White House Situation Room 
国内外で発生した危機を監視し、状況を分析し、対策を講じるために必要な高度コミュニケーション機材を備えた会議室。国家安全保障会議事務局が運営する。イーストウイング地下の大統領危機管理センター (Presidential Emergency Operations Center) とは別物。
    - 国家安全保障会議　National Security Council (NSC) 
大統領（議長）、副大統領、国務長官、国防長官（以上正議員）、国家安全保障問題担当大統領補佐官、財務長官（以上追加議員）、統合参謀本部議長（軍事顧問）、国家情報長官（情報顧問）、大統領首席補佐官、経済政策担当大統領補佐官、大統領法律顧問（以上内政顧問）で構成され、必要に応じて司法長官、行政管理予算局長官などが助言者として参加する。実質的な主宰者は国家安全保障問題担当補佐官。 
      - 国家安全保障決定覚書　National Security Decision Memorandum (NSDM)
      - 国家安全保障大統領指示　National Security Presidential Directive (NSPD)
      - 国家安全保障行動覚書　National Security Action Memorandum (NSAM)
      - 国家安全保障会議情報指示　National Security Council Intelligence Directive (NSCIDs)

    - 国家経済会議　National Economic Council
    - 通商代表部　Office of the United States Trade Representative (USTR) 
商務省や国務省の管轄ではない。
      - 通商代表　United States Trade Representative (USTR) 
通商代表は全権大使の資格を有する。

    - 大統領経済諮問委員会　Council of Economic Advisers (CEA)

  - イーストウイング　East Wing
    - ファーストレディ執務室　Office of the First Lady 
ただしヒラリー夫人は例外的にウエストウイングに執務室を構えていた。
    - ホワイトハウス社会事業室　White House Social Services
    - 大統領危機管理センターPresidential Emergency Operations Center 
核シェルター機能をそなえた地下壕。2001年の9/11テロの際、ハイジャック機が首都に接近との報を受けたチェイニー副大統領、ライス国家安全保障担当大統領補佐官をはじめとするホワイトハウスの上級スタッフは直ちにここに避難した。ウェストウイングの状況分析室 (White House Situation Room) とは別物。

  - アイゼンハワー行政府ビル　Eisenhower Executive Office Building 
ウェストウイングに隣接するビル。以前は Old Executive Office Building と呼ばれていた。
    - 副大統領執務室　Office of the Vice President 
ただしディック・チェイニーは副大統領時代には、例外的に、ウエストウイングに執務室を構えていた。
    - 行政管理予算局　Office of Management and Budget (OMB)
      - 行政管理予算局長官　Director of the Office of Management and Budget

    - 国家薬物取締政策局　Office of National Drug Control Policy (ONDCP)
      - 国家薬物取締政策局長官　Director of the Office of National Drug Control Policy

    - 国家安全保障事務局　 National Security Council Staff (NSCS)

### 高官
- 任官 
ホワイトハウス高官には3階級あり、上から順に以下のような序列になっている。
  - 大統領補佐官　Assistant to the President
上級幹部。首席補佐官や国家安全保障担当補佐官など。政権の中枢を担う。
    - 大統領副補佐官　Deputy Assistant to the President 
中級幹部。一例として大統領副報道官など。
      - 大統領特別補佐官　Special Assistant to the President 
初級幹部。一例として国家安全保障会議のアジア上級部長など。
- 補職 
どのような担当を作るか。また、それにどの階級の職員を充てるかは大統領の個性次第であり、政権ごとに異なる。
  - 大統領首席補佐官　Assistant to the President and White House Chief of Staff  
ホワイトハウスの全ての職員を統括する。単に White House Chief of Staff と呼ぶことが多い。
  - 大統領次席補佐官　Assistant to the President and Deputy White House Chief of Staff
単に Deputy White House Chief of Staff と呼ぶことが多い。大統領にもよるが、首席補佐官の下に複数人置かれることが多い。
  - 大統領上級顧問　Senior Advisor to the President
  - 大統領法律顧問　Counsel to the President 
White House Counsel と呼ぶことが多い。ただし Advisor ではない。
  - 国家安全保障問題担当大統領補佐官　Assistant to the President for National Security Affairs 
National Security Advisor と呼ぶことが多い。また、日本語では国家安全保障担当補佐官と呼ぶことが多い。
  - ホワイトハウス報道官　Assistant to the President and White House Press Secretary 
単に Press Secretary と呼ぶことが多い。日本では「大統領報道官」とも。
  - 経済政策担当大統領補佐官　Assistant to the President for Economic Policy
  - 政策及び戦略計画担当大統領補佐官　Assistant to the President for Policy and Strategic Planning
  - 広報担当大統領補佐官　Assistant to the President for Communications
Communications Director と呼ぶことが多い。日本では「ホワイトハウス広報部長」とも。
  - 議会担当大統領補佐官　Assistant to the President for Legislative Affairs
  - 大統領人事担当大統領補佐官　Assistant to the President for Presidential Personnel
  - 演説原稿担当大統領補佐官　Assistant to the President for Speechwriting

### 閣議
- 大統領　President of the United States 
閣議 (President's Cabinet Meeting) を主宰する。
但し憲法上、行政権は大統領独任制であり、大統領が閣議に制約されることはない（そもそも憲法に閣議 (Cabinet) の語はない）。
- 閣僚　Member of the President's Cabinet
  - 副大統領　Vice President of the United States 
1933年以降は閣議に参加することが慣例。大統領権限継承順位第1位。
  - 行政長官　Secretary of Executive Department 
行政省を所管する閣僚。所管省の設立の古い順に大統領権限継承順位が規定されている。
    - 国務長官　Secretary of State 
筆頭閣僚。継承順位第4位。
    - 財務長官　Secretary of the Treasury 
継承順位第5位。
    - 国防長官　Secretary of Defense 
継承順位第6位。陸軍長官の地位を後継。
    - 司法長官　Attorney General 
継承順位第7位。
    - 内務長官　Secretary of the Interior 
継承順位第8位。
    - 農務長官　Secretary of Agriculture 
継承順位第9位。
    - 商務長官　Secretary of Commerce 
継承順位第10位。
    - 労働長官　Secretary of Labor 
継承順位第11位。
    - 保健福祉長官　Secretary of Health and Human Services 
継承順位第12位。
    - 住宅都市開発長官　Secretary of Housing and Urban Development 
継承順位第13位。
    - 運輸長官　Secretary of Transportation 
継承順位第14位。
    - エネルギー長官　Secretary of Energy 
継承順位第15位。
    - 教育長官　Secretary of Education 
継承順位第16位。
    - 退役軍人長官　Secretary of Veterans Affairs 
継承順位第17位。
    - 国土安全保障長官　Secretary of Homeland Security 
継承順位第18位。

  - その他の閣僚 
行政省を所管しない閣僚。大統領府直属機関や独立行政機関の長など。大統領に閣議への出席を求められた閣僚。
    - 大統領首席補佐官　Assistant to the President and White House Chief of Staff
    - 行政管理予算局長官　Director of the Office of Management and Budget
    - 通商代表　United States Trade Representative 
1975年以降は閣僚
    - 環境保護庁長官　Administrator of the Environmental Protection Agency 
1993年以降は閣僚
    - 国家薬物取締政策局長官　Director of the Office of National Drug Control Policy 
1993年以降は閣僚

## 議会
- 合衆国議会 United States Congress
  - 議事堂建築監 Architect of the Capitol (AOC)
  - 会計検査院（政府監査院） Government Accountability Office (GAO) 
    - 会計検査院長（政府監査院長） Comptroller General of the United States

  - 政府印刷局 Government Printing Office (GPO)
    - 政府印刷局長 Public Printer
2014年12月17日Government Printing Office からGovernment Publishing Office（政府出版局）に改名された[1]。

  - 議会図書館 Library of Congress (LC)
    - 館長 Librarian of Congress
    - 議会調査局 Congressional Research Service (CRS)
    - 著作権局 Copyright Office
米国著作権法の1870年改正により、著作権行政は議会図書館の所管とされている。

  - 議会予算局 Congressional Budget Office (CBO)
  - 技術評価局 Office of Technology Assessment (OTA)
1995年9月29日廃止。
- 合衆国上院 United States Senate (the Senate)
  - 上院議長 President of the Senate
副大統領が兼任する “名目上の” 上院議長。本会議において、可否同数の場合にのみ議長決裁票を投じることができ、今日では議事を進行することもほとんどない。
  - 上院仮議長 President pro tempore of the Senate
副大統領に代わって議長職を司る “事実上の” 上院議長。大統領権限継承順位第3位。当選回数が最も多い多数党の議員が選ばれるのが慣例。ただし、仮議長が本会議の議事を進行することは稀である。
  - 上院仮議長代行 Acting President pro tempore of the Senate
上院本会議場の議長席で日常の議事進行を司る “実際の” 議長。多数党の議員の中から仮議長が指名するが、新人議員を交代で宛てることが慣例。
    - 上院仮議長代理 Deputy President pro tempore of the Senate
大統領または副大統領を退任後に上院議員になった者の称号として創設され、1977年にヒューバート・ハンフリー上院議員 (元副大統領) に与えられたのが最初。その後、仮議長が執務不能のときに臨時に設置される代理職の呼称としても用いられた。
    - 上院名誉仮議長 President pro tempore emeritus of the Senate
仮議長だった者が、選挙の結果多数党が変わったためにその地位を失った場合に与えられる称号。

  - 上院多数党院内総務 Majority Leader of the United States Senate (Senate Majority Leader)
  - 上院少数党院内総務 Minority Leader of the United States Senate (Senate Minority Leader)
  - 上院多数党院内幹事 Assistant Majority Leader of the United States Senate (Senate Majority Whip)
  - 上院少数党院内幹事 Assistant Minority Leader of the United States Senate (Senate Minority Whip)
  - 上院議員 Senator (Sen.)
    - 常任委員会 Standing Committee
      - 上院農業・食品・林業委員会 Senate Committee on Agriculture, Nutrition, and Forestry
      - 上院歳出委員会 Senate Committee on Appropriations
      - 上院軍事委員会 Senate Committee on Armed Services
      - 上院銀行・住宅・都市問題委員会 Senate Committee on Banking, Housing, and Urban Affairs
      - 上院予算委員会 Senate Committee on Budget
      - 上院通商・科学・交通委員会 Senate Committee on Commerce, Science, and Transportation
      - 上院エネルギー・天然資源委員会 Senate Committee on Energy and Natural Resources
      - 上院環境・公共事業委員会 Senate Committee on Environment and Public Works
      - 上院財政委員会 Senate Committee on Finance
      - 上院外交委員会 Senate Committee on Foreign Relations
      - 上院保健・教育・労働・年金委員会 Senate Committee on Health, Education, Labor, and Pensions
      - 上院国土安全保障・政府問題委員会 Senate Committee on Homeland Security and Governmental Affairs
      - 上院インディアン委員会 Senate Committee on Indian Affairs
      - 上院司法委員会 Senate Committee on Judiciary
      - 上院議事規則議院運営委員会 Senate Committee on Rules and Administration
      - 上院中小企業・企業家委員会 Senate Committee on Small Business and Entrepreneurship
      - 上院退役軍人問題委員会 Senate Committee on Veterans Affairs

    - 特別委員会 Special Committee
      - 上院高齢化問題特別委員会 Senate Special Committee on Aging

    - 特別調査委員会 Select Committee
      - 上院倫理問題特別調査委員会 Senate Select Committee on Ethics
      - 上院情報問題特別調査委員会 Senate Select Committee on Intelligence

    - 常設特別調査委員会 Permanent Select Committee
- 合衆国下院 United States House of Representatives (the House)
  - 下院議長 Speaker of the United States House of Representatives (Speaker of the House)
副大統領に次ぐ大統領権限継承順位第2位
  - 下院多数党院内総務 Majority Leader of the United States House of Representatives (House Majority Leader)
  - 下院少数党院内総務 Minority Leader of the United States House of Representatives (House Minority Leader)
  - 下院多数党院内幹事 Majority Whip of the United States House of Representatives (House Majority Whip)
  - 下院少数党院内幹事 Minority Whip of the United States House of Representatives (House Minority Whip)
  - 下院議員 Representative (Rep.)
共和党の略称が Rep. となっていることもある (通常は R.)。
    - 常任委員会 Standing Committee
      - 下院農業委員会 House Committee on Agriculture
      - 下院歳出委員会 House Committee on Appropriations
      - 下院軍事委員会 House Committee on Armed Services
      - 下院予算委員会 House Committee on the Budget
      - 下院教育労働委員会 House Committee on Education and Labor
      - 下院エネルギー商業委員会 House Committee on Energy and Commerce
      - 下院金融委員会 House Committee on Financial Services
      - 下院外交委員会 House Committee on Foreign Affairs
      - 下院国土安全保障委員会 House Committee on Homeland Security
      - 下院議院運営委員会 House Committee on House Administration
      - 下院司法委員会 House Committee on the Judiciary
      - 下院天然資源委員会 House Committee on Natural Resources
      - 下院監査政府改革委員会 House Committee on Oversight and Government Reform
      - 下院議事規則委員会 House Committee on Rules
      - 下院科学技術委員会 House Committee on Science and Technology
      - 下院中小企業委員会 House Committee on Small Business
      - 下院公務基準委員会 House Committee on Standards of Official Conduct
      - 下院運輸インフラ整備委員会 House Committee on Transportation and Infrastructure
      - 下院退役軍人委員会 House Committee on Veterans' Affairs
      - 下院歳入委員会 House Committee on Ways and Means

    - 特別委員会 Special Committee
    - 特別調査委員会 Select Committee
      - 下院エネルギー自立地球温暖化問題特別調査委員会 House Select Committee on Energy Independence and Global Warming

    - 常設特別調査委員会 Permanent Select Committee
      - 下院情報問題常設特別調査委員会 House Permanent Select Committee on Intelligence
- 上下両院合同本議 Joint Session
下院本会議場で行われ、上院議長(副大統領)と下院議長が共同で議長を務める。一般教書演説が行われるのがこの上下両院合同本会議。
- 上下両院合同委員会 Joint Committee
上下両院の合同決議によって設置される委員会。上院議員と下院議員の委員数は同数で委員長職は上院議員と下院議員が交互に務める。
  - 合同印刷委員会 Joint Committee on Printing
  - 合同税務委員会 Joint Committee on Taxation
  - 合同図書館委員会 Joint Committee on the Library
  - 合同経済委員会 Joint Economic Committee

## 政党
- 民主党　Democratic Party (D.)
略称が Dem. となっていることもある。象徴：色は青、動物はロバ。
- 共和党　Republican Party (R.)
略称が Rep. となっていることもある。象徴：色は赤、動物はゾウ。GOP (Grand Old Party) と呼ぶことも多い。
- 無所属　Independent (I.)

## 裁判所
- 合衆国最高裁判所　Supreme Court of the United States
連邦最高裁判所と呼ぶことが多い。
  - 合衆国最高裁判所長官　Chief Justice of the United States
連邦最高裁判所長官と呼ぶことが多い。大統領が指名、上院の承認を必要とする。
  - 合衆国最高裁判所陪席判事　Associate Justice of the Supreme Court of the United States
連邦最高裁判所判事と呼ぶことが多い。大統領が指名、上院の承認を必要とする。定員8名。
- 合衆国控訴裁判所　United States Court of Appeals
連邦高等裁判所、または連邦控訴裁判所と呼ぶことが多い。
- 合衆国地方裁判所　United States District Court
連邦地方裁判所と呼ぶことが多い。

## 省庁役職
各省とも概ね同じだが、次官の Under が Vice になるなどの例外があるところもある。
- 長官　省: Secretary 、庁（局）: Director/Administrator、委員会委員長: Chairman/Chairwoman/Chairperson
  - 長官代行　Acting Secretary
  - 長官補佐官　Assistant to the Secretary
  - 副長官　Deputy Secretary
    - 次官　Under Secretary
      - 副次官　Deputy Under Secretary
        - 副次官補あるいは副次官代理　Assistant Deputy Under Secretary
        - 次官補　Assistant Secretary
          - 副次官補あるいは次官補代理　Deputy Assistant Secretary

## 各省庁
- 国務省　Department of State 
日本の外務省相当。創設が最も古いため、「筆頭官庁」と呼ばれることもある。
  - 国務長官　Secretary of State

- 財務省　Department of the Treasury 
Treasury の前に the が入る。
  - 財務長官　Secretary of the Treasury
  - 内国歳入庁　Internal Revenue Service (IRS) 
日本の国税庁に相当。

- 国防総省　Department of Defense
  - 国防長官　Secretary of Defense
  - 陸軍省　Department of the Army
  - 海軍省　Department of the Navy 
海兵隊は海軍省に所属する。
  - 空軍省　Department of the Air Force
アメリカ宇宙軍は空軍省に所属する。
  - 国家安全保障局　National Security Agency (NSA) 
暗号解読・暗号作成機関を行う。エシュロンの中心機関。本部はメリーランド州フォート・ミード。
  - 国防情報局　Defense Intelligence Agency (DIA)
  - 国家偵察局　National Reconnaissance Office (NRO) 
偵察衛星などの統合運用機関。
  - 国家地球空間情報局　National Geospatial-Intelligence Agency (NGA)
  - 統合参謀本部　Joint Chiefs of Staff (JCS)
    - 統合参謀本部議長　Chairman of the Joint Chiefs of Staff (CJCS)
    - 統合参謀本部副議長　Vice Chairman of the Joint Chiefs of Staff (VCJCS)
    - 陸軍参謀総長　Chief of Staff of the United States Army (CSA)
    - 海軍作戦部長　Chief of Naval Operations (CNO)
    - 空軍参謀総長　Chief of Staff of the United States Air Force (CSAF)
    - 海兵隊総司令官　Commandant of the Marine Corps (CMC)
    - 宇宙軍作戦部長　Chief of Space Operations (CSO)
    - 州兵総局長　Chief of the National Guard Bureau (CNGB)

  - 統合軍　Unified Combatant Commands
    - 地域別統合軍　
担当地域内の4軍を統括。
      - 欧州軍　United States European Command (USEUCOM) 
欧州とトルコ、グリーンランド、および旧ソ連諸国の大部分を担当。 
      - インド太平洋軍　United States Pacific Command (USPACCOM) 
司令部はオアフ島のキャンプ・スミス。司令官は海軍大将。
        - 太平洋艦隊　United States Pacific Fleet 
太平洋及びインド洋を管轄。司令部はハワイ州・オアフ島のパールハーバー海軍基地（英語版）。
          - 第7艦隊　United States Seventh Fleet 
西太平洋を管轄。司令部は横須賀。旗艦ブルーリッジ。

        - 在日米軍　United States Forces Japan (USFJ) 
司令官は第5空軍司令官兼務、空軍中将。沖縄米軍の司令官（在沖米四軍調整官）は第3海兵遠征軍司令官兼務、海兵隊中将。
        - 在韓米軍　United States Forces Korea (USFK)

      - 中央軍　Central Command (CENTCOM) 
中東と中央アジアの一部の国々を担当。湾岸戦争、イラク戦争を指揮。
      - 南方軍　Southern Command (SOUTHCOM) 
パナマ運河地帯を含む南アメリカ大陸。
      - 北方軍　Northern Command (NORTHCOM) 
アメリカ本土の防衛。旧アメリカ大西洋軍を改編。
        - 北米防空司令部　North American Aerospace Defense Command (NORAD) 
司令部はコロラド州コロラドスプリングス郊外シャイアン山脈。傘下に DEFSMAC。

      - アフリカ軍　Africa Command (AFRICOM) 
欧州軍、中央軍及び太平洋軍が共同担当していたアフリカ大陸を管轄 (2008年度に設置)

    - 機能別統合軍　
特定分野を統括。
      - 戦略軍　Strategic Command (STRATCOM) 
戦略核兵器担当。
      - 特殊作戦軍　Special Operations Command (SOCOM) 
特殊作戦担当。
      - 輸送軍　Transportation Command (TRANSCOM) 
戦略輸送関係担当。
      - サイバー軍　Cyber Command (CYBERCOM) 
サイバー戦を担当。2018年戦略軍傘下から独立。
      - 宇宙コマンド　United States Space Command (USSPACECOM) 
宇宙を担当。
      - 統合戦力軍　Jointed Forces Command (JFCOM) 
米本土に所在する兵力（予備兵力）を管轄。2011年に経費削減のため、廃止された。

  - 連邦警察　Federal Police 
国防総省傘下の警察　連邦法執行機関に統合予定。

- 司法省　Department of Justice
  - 司法長官　Attorney General
  - 連邦地方検事　United States Attorney
  - 連邦捜査局　Federal Bureau of Investigation (FBI)
  - 麻薬取締局　Drug Enforcement Administration (DEA)
  - 連邦保安官　United States Marshals Service (USMS)
  - アルコールたばこ火器爆発物取締局　Bureau of Alcohol, Tobbacco, Firearms and Explosive (BATFE) 
旧ATFが爆弾事件や爆発物取締りも扱うようになった。名称以上にその活動範囲は広い。財務省から司法省へ移管。

- 内務省　Department of the Interior　
  - 内務長官　Secretary of the Interior
  - 先住民問題局　Bureau of Indian Affairs (BIA)
  - 国立公園局　National Park Service (NPS) 
公園の管理を担当。ホワイトハウスの大統領公園も管理する。
  - 魚類野生生物局 Fish and Wildlife Service
  - アメリカ地質調査所 United States Geological Survey (USGS)

- 農務省　Department of Agriculture (USDA)
  - 農務長官　Secretary of Agriculture

- 商務省　Department of Commerce
  - 商務長官　Secretary of Commerce
  - 技術局　Technology Administration (TA)
    - 標準技術院　National Institute of Standards and Technology (NIST) 
旧国立標準局 National Bureau of Standards (NBS)。
    - 科学技術情報サービス　National Technical Information Service (NTIS)
    - 技術政策部　Office of Technology Policy (OTP)

  - 特許商標庁　Patent and Trademark Office (PTO)
  - 海洋大気局　National Oceanic and Atmospheric Administration (NOAA)

- 労働省　Department of Labor
  - 労働長官　Secretary of Labor

- 保健福祉省　Department of Health and Human Services
  - 保健福祉長官　Secretary of Health and Human Services
    - 米国研究公正局

  - 食品医薬品局　Food and Drug Administration (FDA)
  - 疾病予防管理センター　Centers for Disease Control and Prevention (CDC) 
複数形に注意。傘下にいくつもの組織を持つ。本部はジョージア州アトランタ。「疾病管理センター」と訳されることが多い。
    - 国立衛生研究所　National Institute of Health (NIH) 
      - 連邦医学図書館　National Library of Medicine (NLM)

- 住宅都市開発省　Department of Housing and Urban Development
  - 住宅都市開発長官　Secretary of Housing and Urban Development

- 運輸省　Department of Transportation
  - 運輸長官　Secretary of Transportation
  - 国家道路交通安全局　National Highway Traffic Safety Administration (NHTSA)
  - 連邦航空局　Federal Aviation Administration (FAA)

- エネルギー省　Department of Energy
  - エネルギー長官　Secretary of Energy
  - 国家核安全保障局　National Nuclear Security Administration (NNSA)

- 教育省　Department of Education 
教育制度は各州の管轄なので統計などを担当。連邦政府の官庁としては、職員の人数が最も少ない。
  - 教育長官　Secretary of Education

- アメリカ合衆国退役軍人省　Department of Veterans Affairs
  - 退役軍人長官　Secretary of Veterans Affairs

- 国土安全保障省　Department of Homeland Security (DHS) 
9/11テロ後に設置。
  - 国土安全保障長官　Secretary of Homeland Security
  - 連邦緊急事態管理庁　Federal Emergency Management Agency (FEMA) 
かつては大統領府直轄の独立機関。
  - シークレットサービス　United States Secret Service (USSS) 
大統領など要人警護を担当。財務省から移管。
  - 市民権・入国管理局（英語版）　Citizenship and Immigration Service (CIS) 
2003年3月、移民帰化局 Immigration & Naturalization Service (INS) を改称して司法省から移管。
  - 沿岸警備隊　United States Coast Guard (USCG) 
運輸省から移管。有事の際には国防総省の指揮下に入る。
  - 運輸保安局　Transportation Security Administration (TSA) 
9/11テロ後に出来た機関。空港や公共交通機関の保安を担当。

## 独立連邦行政機関
- 国家情報長官　Director of National Intelligence (DNI)
  - 国家情報副長官　Principal Deputy Director of National Intelligence (PDDNI)

- 中央情報局　Central Intelligence Agency (CIA) 
本部はバージニア州ラングレー。
  - 中央情報局長官　Director of Central Intelligence Agency (DCIA) 
以前は「中央情報長官」(Director of Central Intelligence) と呼ばれていたが、国家安全保障法の改正で「中央情報局長官」(Director of Central Intelligence Agency) となり、情報活動部門の統括権限は「国家情報長官」(Director of National Intelligence) に移った。
  - 中央情報局副長官　Deputy Director of Central Intelligence Agency (DDCIA)
  - 国家秘密局 National Clandestine Service (NCS)
  - 情報本部　Directorate of Intelligence (DI)

- 環境保護庁　Environmental Protection Agency (EPA)
  - 環境保護庁長官　Administrator of the Environmental Protection Agency

- アメリカ航空宇宙局　National Aeronautics and Space Administration (NASA)
  - 長官　Administrator of the National Aeronautics and Space Administration
  - ケネディ宇宙センター　John F. Kennedy Space Center (KSC)
  - ジョンソン宇宙センター　Lyndon B. Johnson Space Center (JSC)
  - ゴダード宇宙飛行センター　Goddard Space Flight Center (GSFC)
  - ジェット推進研究所　Jet Propulsion Laboratory (JPL)
  - エイムズ研究センター　Ames Research Center (ARC)
  - グレン研究センター John H. Glenn Research Center (GRC）
  - ラングレー研究センター Langley Research Center (LaRC)
  - アームストロング飛行研究センター Armstrong Flight Research Center (AFRC）
  - ジョン・C・ステニス宇宙センター John C. Stennis Space Center (SSC)

- 公文書記録管理局　United States National Archives and Records Administration (NARA)
  - 長官　Archivist of the United States
  - 情報安全保障監督局　Information Security Oversight Office (ISOO) 
国家安全保障にかかわる情報の機密レベル分類や、民間への情報公開についての審査や決定を行う。
  - 諸機関間安全保障上訴委員会　Interagency Security Classification Appeals Panel (ISCAP) 
一般公開日前に機密文書を特別公開する審査、機密を解除しない政府機関の調査などを行う。

- アメリカ郵便公社　United States Postal Service
  - 理事会　Board of Governors
  - 総裁　Postmaster General

## 連邦準備制度
- 連邦準備制度　Federal Reserve System （米国の中央銀行に相当。）
  - 連邦準備制度理事会　Federal Reserve Board (FRBまたはFed)。 正式には Board of Governors of the Federal Reserve System。
    - 日銀政策委員会に相当。
    - 連邦準備制度理事会議長 Chairman/Chairwoman of the Board, Federal Reserve System 
理事長や委員長ではない。

  - 連邦準備銀行　Federal Reserve Bank (FRB) 
    - 管轄毎に12ある（ボストン、ニューヨーク、フィラデルフィア、クリーブランド、リッチモンド、アトランタ、シカゴ、セントルイス、ミネアポリス、カンザスシティ、ダラス、サンフランシスコ）。

  - 連邦公開市場委員会　Federal Open Market Committee (FOMC) 
    - 日銀の金融政策決定会合に相当。FRB理事と各連銀総裁とで構成。

## 理事会・委員会
- 独立行政委員会　Independent Government Agencies 
日本の国家行政組織法第3条に基づく行政委員会に相当。
  - 連邦取引委員会　Federal Trade Commission (FTC) 
日本の公正取引委員会に相当。
  - 証券取引委員会　Securities and Exchange Commission (SEC) 
日本の証券取引等監視委員会に相当。
  - 連邦通信委員会　Federal Communications Commission (FCC)
  - 国家運輸安全委員会　National Transportation Safety Board (NTSB) 
日本の運輸安全委員会に相当。但し権限は NTSB の方が強力。
  - 原子力規制委員会　Nuclear Regulatory Commission (NRC)